# Sophie Allart
Pour l'artiste peintre du même nom, voir Sophie Allart (peintre).
Sophie Allart est une biochimiste et ingénieure de recherche française, experte en microscopie.

## Biographie

### Formation
Sophie, Cécile, Danielle Allart, née Gilbert, est titulaire d'un doctorat en immunologie pour lequel elle a soutenu en 2003 la thèse intitulée « Le cytomégalovirus humain au sein du système nerveux : interférences avec la réponse lymphocytaire T CD8+ anti-virale et l'apoptose dépendante de p53 et p73 ».

### Carrière professionnelle
Sophie Allart travaille depuis 2000 pour l'Institut national de la santé et de la recherche médicale (Inserm), elle est responsable du plateau technique d’imagerie cellulaire du Centre de physiopathologie de Toulouse-Purpan (CPTP).
« Grâce à sa grande expertise en microscopie, Sophie Allart a contribué à la découverte de la présence du virus Zika à l’intérieur du spermatozoïde, et pas seulement à sa superficie ».

## Distinctions et récompenses
Le 30 novembre 2017, Sophie Allart reçoit le Prix Innovation 2017 de l'Inserm,,.
Le 15 novembre 2018, elle est nommée au grade de chevalier dans l'ordre national du Mérite au titre de « responsable du plateau technique d'imagerie cellulaire du centre de physiopathologie de Toulouse-Purpan, de l'Institut national de la santé et de la recherche médicale ; 26 ans de services », distinction qu'elle reçoit le 12 avril 2019.